# Geografija Šrilanke
Glavni otok otoške države je znan kot Šrilanka (prej imenovan Ceylon, Lanka-dvipa, Simhala-dvipa, itd.), je južnoazijski otok v Indijskem oceanu, jugovzhodno od Indijske podceline, na strateški lokaciji blizu glavnih pomorskih poti v Indijskem oceanu.
Ima skupno površino 65.610 km², s 64.740 km² kopna in 870 km² voda. Obala je dolga 1340 km. Podnebje Šrilanke pozna tropske monsune: severovzhodni monsun (od decembra do marca) in jugozahodni monsun (od junija do oktobra). Teren je večinoma nizek, ravna do valovita ravnica, z gorami v jugozahodni notranjosti. Najvišja točka je Pidurutalagala z 2524 m. Naravni viri so apnenec, grafit, mineralni pesek, dragulji, fosfat, glina, hidroenergija.
Adamov most, kopenska povezava s celinsko Indijo, je zdaj večinoma potopljena z ostanki verige apnenčastih čeri, ki so ostale nad morsko gladino. Po tempeljskih zapisih je bil ta naravni most nekdaj sklenjeno kopno, a je bilo leta 1480 uničeno zaradi močne nevihte (verjetno ciklon). Tvorba je znana tudi kot Ramov most, saj je bil po hindujski mitologiji zgrajen v času vrhovnega vladarja Rama (je sedmi avatar boga Višnuja, ena njegovih najbolj priljubljenih inkarnacij skupaj s Krišno in Gautama Budo).

## Geologija
Več kot 90% površine Šrilanke leži na predkambrijskih slojih, od katerih nekateri datirajo več kot dve milijardi let nazaj. Zrnaste facie kamnine visokogorja (gnajs, silimanit-grafitni gnajs, kvarcit, marmor in nekaj harnokita) sestavljajo večino otoka, amfibolitske facie gnajsa, granita in granitnega gnajsa Vinjayandke serije pa se pojavljajo v vzhodni in jugovzhodni nižini. Jurski sedimenti so prisotne v zelo majhnih predelih blizu zahodne obale, miocenski apnenci, ki ležijo na severozahodnem delu države in južno segajo v relativno ozkem pasu vzdolž zahodne obale . Metamorfne kamnine so nastale s preoblikovanjem starodavnih sedimentov pod visoko temperaturo (700 do 900 º C) in pritiskom med nastankom gorskih procesov. Gnajsi so nastali s preobrazbo magmatskih kamnin in so ob koncu predkambrija nastali z intruzijami magme.
Teorija tektonike plošč kaže, da so te in sorodne kamnine, ki tvorijo večino južne Indije, del enotne južne kopenske podzemne mase, imenovane Gondvana. Pred približno 200 milijoni let so sile v Zemljinem plašču začele ločevati dežele južne poloble in plošča, ki je nosila Indijo in Šrilanko, se je premaknila proti severovzhodu. Pred približno 45 milijoni let je indijska plošča trčila z evrazijsko ploščo, dvignila Himalajo v severni Indiji in počasi napreduje do danes. Šrilanka ne doživlja potresov ali večjih vulkanskih dogodkov, ker sedi na sredini plošče.
Na otoku so relativno omejeni sloji sedimentacije, ki obdajajo starodavne gore. Poleg nedavnih sedimentov vzdolž rečnih dolin se v okrožju Puttalam na severovzhodu pojavita le dve manjši območji peščenjaka jurske starosti (pred 140 do 190 milijoni let), na severozahodni obali pa najdemo obsežnejši pas miocenskih apnencev (pred 5 do 20 milijoni let), ki na mnogih področjih prekrivajo pleistocenske (pred 1 milijoni leti) sedimente. Severozahodna obala je del globokega porečja reke Cauvery (Kaveri) v jugovzhodni Indiji, ki je od razpada Gondvane zbirala sedimente iz visokogorja Indije in Šrilanke.

## Topografija
Obsežen prelom in erozija skozi čas sta prinesla široko paleto topografskih značilnosti. Tri cone se razlikujejo po višini: osrednje visokogorje in planote (nad 900 m nadmorske višine), prehodni planotast pas na višini 300 do 900 m in nižavja ter obalni pas.
Južno-osrednji del Šrilanke - robustna osrednja višavja - je srce države. Jedro tega območja je visoka planota, po nastanku tektonski čok ali horst, ki teče v smeri sever-jug približno 65 kilometrov. To področje vključuje najvišje gore (Pidurutalagala je najvišja z 2554 m). Na južnem koncu planote se gorske verige raztezajo 50 km proti zahodu do Adamovega vrha ali Sri Pada (2243 m) in 50 km vzhodno proti Namunakuli (2036 m). Ob boku visokega osrednjega grebena sta dve nižji planoti. Na zahodu je Hortonova planota, globoko razsekana serija grebenov nagnjena proti severu. Na vzhodu je kotlina Uva sestavljena iz valovitih gričev, pokritih s travami, ki jih prečkajo nekatere globoke doline in soteske. Na severu, ki je ločen od glavnega dela gora in planot s širokimi dolinami, leži masiv Knuckles: strma pobočja, globoke soteske in vrhovi se dvigajo do več kot 1800 metrov. Južno od Adamovega vrha ležijo vzporedni grebeni hribovja Rakwana z več vrhovi nad 1400 metri. Teren se spusti od osrednjega visokogorja do serije kamnitih stopenj (škarp) in polic na 400 do 500 metrih nadmorske višine, preden se spusti proti obalnim ravnicam.
Večina otoške površine je sestavljena iz ravnin med 30 in 200 metri nadmorske višine. Na jugozahodu se grebeni in doline postopoma spuščajo iz osrednjega visokogorskega območja, s čimer dajejo videz uravnav. Obsežna erozija na tem območju je obrabila grebene in odlagala za kmetijstvo bogata tla v smeri toka. Na jugovzhodu rdeča, lateritna tla pokrivajo razmeroma ravno podlago, ki se naslanja na gole, monolitne gore. Na jugovzhodu je prehod iz ravnine v osrednje gorovje nenaden, zdi se, da se gore dvignejo kot stena. Na vzhodu in na severu je ravnica ravna, razkosana z dolgimi, ozkimi grebeni granita, ki tečejo iz osrednjega visokogorja.
Otok obkroža obalni pas visok okoli trideset metrov nadmorske višine. Velik del obale sestavljajo slikovite peščene plaže, ki so jih ustvarile obalne lagune. Na polotoku Džafna je na nekaj mestih apnenčasta podlaga izpostavljena valovom kot nizko ležeči klifi. Na severovzhodu in jugozahodu, kjer obrežje preseže slojevitost kristalinskih kamnin, so skalnate pečine, zalivi in priobalni otočki; ti pogoji so ustvarili eno od najboljših naravnih pristanišč na svetu na severovzhodni obali v Trincomalee in manjše skalnato pristanišče v kraju Galle na jugozahodni obali.

## Reke
Reke na Šrilanki izvirajo v osrednjem visokogorju in tečejo v radialnem vzorcu proti morju. Večina od 100 rek je kratka, krajša od 100 km. Obstaja 16 glavnih rek, daljših od 100 kilometrov, pri čemer jih ima dvanajst približno 75% rečnega pretoka v celotni državi. Najdaljši reki sta Mahaweli (Velika peščena reka, 335 km) in Aruvi Aru/Malvathu Oya (170 km). Vodotoki imajo dežni rečni režim odvisen od razporeditve padavin. V visokogorju so rečni tokovi pogosto prekinjeni zaradi neprehodnosti terena, na takih mestih so številni slapovi in brzice. 50 slapov je višjih od 10 m, 17 pa doseže 100 ali več metrov. Najvišji med njimi je Bambarakanda na pritoku reke Walawe s 263 m. Ko reke dosežejo ravnico, se upočasnijo, ustvarjajo meandre in se prepletajo po poplavnih ravnicah in deltah. Zgornji tok rek je divji in po navadi neploven, spodnji tok pa nagnjen k sezonskim poplavam. V estuarijih so šrilanška pristanišča med njimi tri največja: ob izlivu reke Mahawelli je Trincomalee, izlivu reke Mundeni je Batticaloa in ob izlivu reke Kelani je Kolombo.
Človekovo posredovanje je spremenilo tokove nekaterih rek, da bi zgradili hidroelektrarne, namakalne in transportne naprave. Na severu, vzhodu in jugovzhodu reke napajajo številna umetna jezera (wewa) ali rezervoarje (zadrževalnike), ki hranijo vodo za suho sezono. Nekatera med njimi so bila zgrajena že pred več kot 2000 leti. Skupno je na otoku 18.387 večjih in manjših umetnih jezer. 320 večjih s površino več kot 2 km² ima skupno površino 878,5 km².
V sedemdesetih in osemdesetih letih so nastali obsežni projekti jezov na reki Mahaweli in sosednjih potokih, da so vzdolž toka ustvarili obsežna jezera. Več sto kilometrov kanalov, ki so jih večinoma zgradili Nizozemci v 18. stoletju, povezujejo celinske plovne poti v jugozahodnem delu Šrilanke.

## Podnebje
Podnebje Šrilanke se lahko opiše kot tropsko in precej vroče. Položaj otoka med 5 in 10 severne zemljepisne širine daje državi celoletno toplo vreme, ki ga krojijo oceanski vetrovi in precejšnja vlaga. Povprečna temperatura se giblje od 16 ° C v Nuwara Eliya na osrednjem visokogorju (kjer so zmrzali več dni pozimi) do 32 ° C v na severovzhodni obali (kjer lahko temperature dosežejo 38 ° C. Povprečna letna temperatura za državo kot celoto se giblje od 28 do 30 ° C. Dnevne in nočne temperature se lahko razlikujejo za 4 do 7 ° C. Januar je najhladnejši mesec, še posebej v visokogorju, kjer lahko nočne temperature padejo na 5 ° C. Maj je najtoplejše obdobje, pred poletnim monsunskim deževjem.
Na vzorec dežja vplivajo monsunski vetrovi Indijskega oceana in Bengalskega zaliva in označujejo štiri letne čase. Prvi je od sredine maja do oktobra, ko vetrovi izvirajo na jugozahodu in prinašajo vlago iz Indijskega oceana. Ko ti vetrovi naletijo na pobočja osrednjega visokogorja, ustvarijo močno deževje na gorska pobočja in jugozahodni del otoka. Nekatera od vetrovnih pobočij dobijo do 2500 mm dežja na mesec, deli pobočij na vzhodu in severovzhodu dobijo malo dežja. Druga sezona se odvija v oktobru in novembru, medmonsunska meseca. V tej sezoni se pojavijo občasni nalivi, včasih pa tropski cikloni prinesejo oblake in deževje na jugozahod, severovzhod in vzhod otoka. Med tretjo sezono, od decembra do marca, monsunski vetrovi prihajajo iz severovzhoda in prinašajo vlago iz Bengalskega zaliva. V teh mesecih lahko na severovzhodnih pobočjih gora pade do 1250 mm dežja. Še eno medmonsunsko obdobje poteka od marca do sredine maja, z lahkimi, spremenljivimi vetrovi in večernimi nalivi.
Povečanje povprečnih količin padavin, skupaj z močnejšimi nalivi, je povzročilo ponavljajoče se poplave in s tem povezano škodo na infrastrukturi, oskrbi z energijo in urbanemu gospodarstvu .
Vlažnost je tipično višja na jugozahodnem in v gorskem območju in je odvisna od sezonskih vzorcev padavin. V Kolombu na primer dnevna vlaga ostaja nad 70% celo leto in se dvigne na več 90% odstotkov v monsunski sezoni junija. Anuradhapura na primer ima v medmonsunskem mesecu okoli 60%, do 79% med novembrom in decembrom. V visokogorju je vlažnost v Kandiju običajno med 70 in 79%.

## Ekolološke cone
Vzorec življenja na otoku je neposredno odvisen od razpoložljivosti deževnice. Gore in jugozahodni del države, znan kot "mokra cona", dobivata veliko padavin (letno povprečje 2500 milimetrov). Večji del jugovzhoda, vzhoda in severnih delov države obsega "suho območje", ki letno prejme med 1200 in 1900 mm dežja. Večina dežja na teh območjih pade od oktobra do januarja, v preostanku leta pa je zelo malo padavin, vsa živa bitja pa morajo ohranjati dragoceno vlago. Ožji severozahodna in jugovzhodna obala prejmeta najmanj 600 do 1200 mm dežja na leto - skoncentrirano v kratkem obdobju zimskega monsuna.
Naravna vegetacija suhe cone se je prilagodila letni spremembi od poplav do suše. Rastline zelo hitro rastejo od novembra do februarja, ko so padavine obilne, rast pa se med vročo sezono od marca do avgusta ustavi. Razvile so se različne prilagoditve suhim razmeram. Za ohranjanje vode imajo drevesa debelo lubje; večina jih ima drobne liste, nekaterim pa listje v tej sezoni odpade. Tudi najgloblje veje najvišjih dreves so pogosto prepletene in tvorijo krošnjo proti vročemu soncu in preprečijo suh veter. Ko je voda odsotna, na ravninah suhe cone prevladujeta rjava in siva. Ko je voda na voljo, bodisi med vlažno sezono bodisi v bližini rek in jezer, vegetacija eksplodira v odtenke zelene s široko paleto lepih cvetov. Različne cvetoče akacije so dobro prilagojene aridnim pogojem in uspevajo na polotoku Džafna. Med drevesi suhega gozda so nekatere dragocene vrste, kot so cejlonski saten (Chloroxylon swietenia), ebenovina (Diospyros ebenum), šrilanški železovec (Mesua ferrea), mahagonij in tikovec (Tectona grandis).
V mokri coni je prevladujoče rastlinje nižinskega tropskega zimzelenega gozda, z visokimi drevesi, širokim listjem in gostim prepletom vzpenjalk in ovijalk. Subtropski zimzeleni gozdovi, ki spominjajo na zmerne podnebne razmere, uspevajo na višjih nadmorskih višinah. Montanska vegetacija na najvišjih nadmorskih višinah je navadna in odporna na veter.
Gozdovi so nekoč pokrivali skoraj celoten otok, a so do sredine 20. stoletja, ko se je začela intenzivna deforestacija, opredeljeni kot gozdovi in gozdni rezervati pokrivali le še eno petino zemljišč. Poleg naraščanja prebivalstva je bil razlog za krčenje gozdov tudi urejanje plantaž kavčukovca, kokosovih palm in sladkornega trsa v nižavju ter kavovca in čajevca v višavju. Jugozahodna notranjost vsebuje edine velike ostanke prvotnih gozdov mokre cone. Vlada je poskušala ohraniti rastišča naravne vegetacije in živalstvo. Narodni park Yala na jugovzhodu ščiti črede slonov (Elephas maximus), jelenov in pavov, narodni park Wilpattu na severozahodu pa ohranja habitat številnih vodnih ptic, kot so štorklje, pelikani, ibis in žličarka. V času projekta Mahaweli Ganga v sedemdesetih in osemdesetih letih 20. stoletja na severu Šrilanke je vlada kot narodne parke odprla štiri površine zemljišč v skupni površini 1900 km². Tako ima otok štiri biosferne rezervate: Bundala, gozdni rezervat Hurulu, Kanneliya-Dediyagala-Nakiyadeniya in Sinharaja. 

## Raba tal in vzorec poselitve
Prevladujoči vzorec človeške poselitve v zadnjih 2500 letih je sestavljen iz vasi kmetijskih skupnosti. Tudi v 1980-ih je večina ljudi živela v majhnih vasicah in se ukvarjala s kmetijskimi dejavnostmi. Tradicionalne kmetijske tehnike in življenjski slog se vrtijo okoli dveh vrst kmetovanja - "mokrega" in "suhega" - odvisno od razpoložljivosti vode.
Tipični naselitveni vzorec na območjih, kjer pridelujejo riž, je kompaktna skupina hiš ali soseska, ki obdaja enega ali več verskih centrov, ki služijo kot osrednja komunalna dejavnost. Včasih so hiše lahko nameščene vzdolž glavne ceste in vključujejo nekaj trgovin, vas ima lahko tudi nekaj okoliških zaselkov. Riževa polja se začnejo, ko se hiše končajo in se raztezajo v daljavo. Nekatera namakana polja imajo tudi druge poljščine, kot je sladkorni trs (Saccharum barberi) ali nasadi kokosovih dreves (Cocos nucifera). Palme rastejo na mejah polj ali ob cestah in poteh. Posamezne hiše imajo tudi svoje zelenjavne vrtove. V deževnih obdobjih in potem, ko so polja pokrita z rastočimi pridelki, je vaško okolje močno zeleno.
Narava kmetijskih dejavnosti na Šrilanki se je skozi stoletja spreminjala in je bila običajno odvisna od razpoložljivosti njivskih površin in vodnih virov. V preteklosti, ko so vaščani imeli dostop do bogatih gozdov, ki so ločevali naselja drug od drugega, je bila standardna tehnika požigalništvo. Zaradi širitve prebivalstva in komercialnih pritiskov, se je zmanjšala količina razpoložljivih gozdnih površin, in požigalništvo se je zmanjšalo v korist trajnega obdelovanja zasebnih lastnikov. Do 13. stoletja so bile vasi kmetijske skupnosti predvsem na severnih ravnicah okrog Anuradhapure in nato Polonnaruwe, vendar so se kasneje preusmerile na jugozahod. V 1970-ih je bilo široko razširjeno območje severne in vzhodne ravnice redko poseljeno, z raztresenimi vasmi okrog umetnega jezera. Jugovzhodni polotok, čeprav je suh prostor, je gosto poseljen in intenzivno obdelan. Na jugozahodu je večina ljudi, vasi pa so gosto združene z malo neizkoriščenih zemljišč. V osrednjem visokogorju okoli Kandija se ljudje soočajo z omejenimi ravnimi površinami, zato so razvili zapletene terase, kjer raste riž. V 1960-ih in 1970-ih se je območje mokrega gojenja hitro povečevalo, saj je vlada izvajala obsežne namakalne projekte za ponovno vzpostavitev suhe cone na kmetijsko dejavnost. Z namakalnimi projekti je vlada Šrilanke načrtovala, da v suhi coni nastane bujna pokrajina. 
Z začetkom v 16. stoletju in vrhuncem med britansko vladavino v 19. in 20. stoletju je prevladovalo na velikih delih visokogorja plantažno gospodarstvo. Plantažno kmetijstvo je povzročilo drastično zmanjšanje naravnega gozda in zamenjavo domačih pridelkov s kavčukom, čajem ali cimetom. Spremenil se je življenjski slog, lovske in nabiralniške družbe so se umaknile na manjša območja, delavci so se preselili v visokogorje, da bi delali na nasadih. V poznem 20. stoletju so delavci na velikih nasadih živeli v vasicah majhnih hiš ali v "vrstnih sobah", ki so imele deset do dvanajst enot. Številni nasadi majhnih lastnikov zemljišč so pogosto imeli tudi zaselke delavcev poleg samostojnih hiš lastnikov plantaž.
Obalni pas, ki obkroža otok, vsebuje drugačen naselitveni vzorec, ki se je razvil iz starejših ribiških vasi. Ločeno ribiško naselje se razteza vzdolž obale, ki ga povezuje obalna cesta in železnica. Mobilnost obalnega prebivalstva v kolonialnem času in po osamosvojitvi je privedla do povečanja velikosti in števila vasi ter do razvoja rastočih mestnih središč z zunanjimi stiki. V 1980-ih se je bilo mogoče voziti več kilometrov vzdolž jugozahodne obale, ne da bi našli prekinitev v nizu vasi in trgovskih centrov, ki so se združila v mesta.

## Statistika
Raba zemljišča:
- obdelovalna zemljišča: 13,96%
- trajni nasadi: 15,24%
- drugo: 70,8% (2005)

Namakano zemljišče: 5.700 km² (2003)
Skupni obnovljivi vodni viri: 52,8 kubičnih kilometrov
Naravni viri: apnenec, grafit, mineralni pesek, dragi kamni, fosfati, glina, hidroenergija
Naravne nevarnosti: občasni orkani in tornadi
Okoljska vprašanja: krčenje gozdov; erozija tal; populacije prosto živečih živali, ki jim grozi krivolov in urbanizacija; obalna degradacija rudarskih dejavnosti in povečano onesnaževanje; sladkovodni viri, ki so onesnaženi z industrijskimi odpadki in odplakami; odlaganje odpadkov; onesnaževanje zraka v Kolombu.

## Pomorske zahteve
- zunanji morski pas: 24 nmi (44,4 km) (Pas posebnih jurisdikcijskih pravic obalne države)
- epikontinentalni pas: 200 nmi (370,4 km) (Pas sui generis suverenih pravic obalne države)
- izključna ekonomska cona: 200 nmi (370,4 km)
- teritorialno morje: 12 nmi (22,2 km)